# FK Schachtjor-Bolat Temirtau
Der FK Schachtjor-Bolat Temirtau (kasachisch Футбол клубы Шахтёр-Болат Теміртау Futbol kluby Schachtjor-Bolat Temirtau, russisch Футбольный клуб Шахтёр-Булат Темиртау Futbolny klub Schachtjor-Bulat Temirtau) (auch FK Bolat ZSKA (2004) und FK Bolat MSK(2005)) ist ein kasachischer Fußballverein aus der zentralkasachischen Industriestadt Temirtau.

## Geschichte
Der Verein wurde im Jahre 1961 als Metallurg Temirtau gegründet. Von 1969 bis 1977 hieß der Verein Stroitel Temirtau. 1978 erfolgte eine erneute Umbenennung in Bolat Temirtau. Der Verein gewann zu Sowjetzeiten insgesamt siebenmal den Kasachischen Pokal, darunter in den Jahren 1972 bis 1976 fünfmal hintereinander. Von 1992 bis 1998 spielte die Mannschaft in der Premjer-Liga. Die beste Platzierung wurde mit dem siebten Rang in der Spielzeit 1994 erreicht. In den Jahren 1995 und 1996 belegte die Mannschaft jeweils den vorletzten Tabellenplatz, konnte aber die Klasse aufgrund einer Erweiterung der höchsten kasachischen Liga und von den und wegen Zwangsversetzungen anderer Vereine halten. Nach der Saison 1998 stieg Bolat endgültig in die zweitklassige Erste Liga ab. 2004 wurde die Meisterschaft der ersten Liga gewonnen und im Entscheidungsspiel um den Aufstieg der FK Alma-Ata mit 2:1 bezwungen. Somit kehrte das Team in die kasachische Eliteklasse der Saison 2005 zurück, verlor dort allerdings 29 von 30 Saisonspielen bei einem Unentschieden gegen den späteren Meister FK Aqtöbe, belegte am Ende der Spielzeit den letzten Platz und stieg folglich erneut ab. In der Saison 2008 erreichte der Verein den elften Rang und im darauffolgenden Jahr den sechsten Platz.

Vereinswappen –2011
Vereinswappen 2012

## Erfolge
Meister der Ersten Liga: 2004

## Historische Ligaresultate
- Höchster Sieg: 10:1 gegen Jenbek Schesqasghan 1993, gegen Munaischy Aqtau 1995
- Höchste Niederlage: 0:8 gegen FK Aqtöbemunai 1996

## Stadion
Der Verein trägt seine Heimspiele im 12.000 Zuschauer fassenden Metallurg-Stadion aus, das im Jahre 1978 erbaut und 2008 modernisiert wurde.

## Sponsoren
Der Hauptsponsor des Vereins ist der weltweit größte Stahlproduzent ArcelorMittal.

## Bekannte ehemalige Spieler
- Waleri Jablotschkin (1990)
- Maksim Samtschenko (1995–1997)